# Biczyk czułka

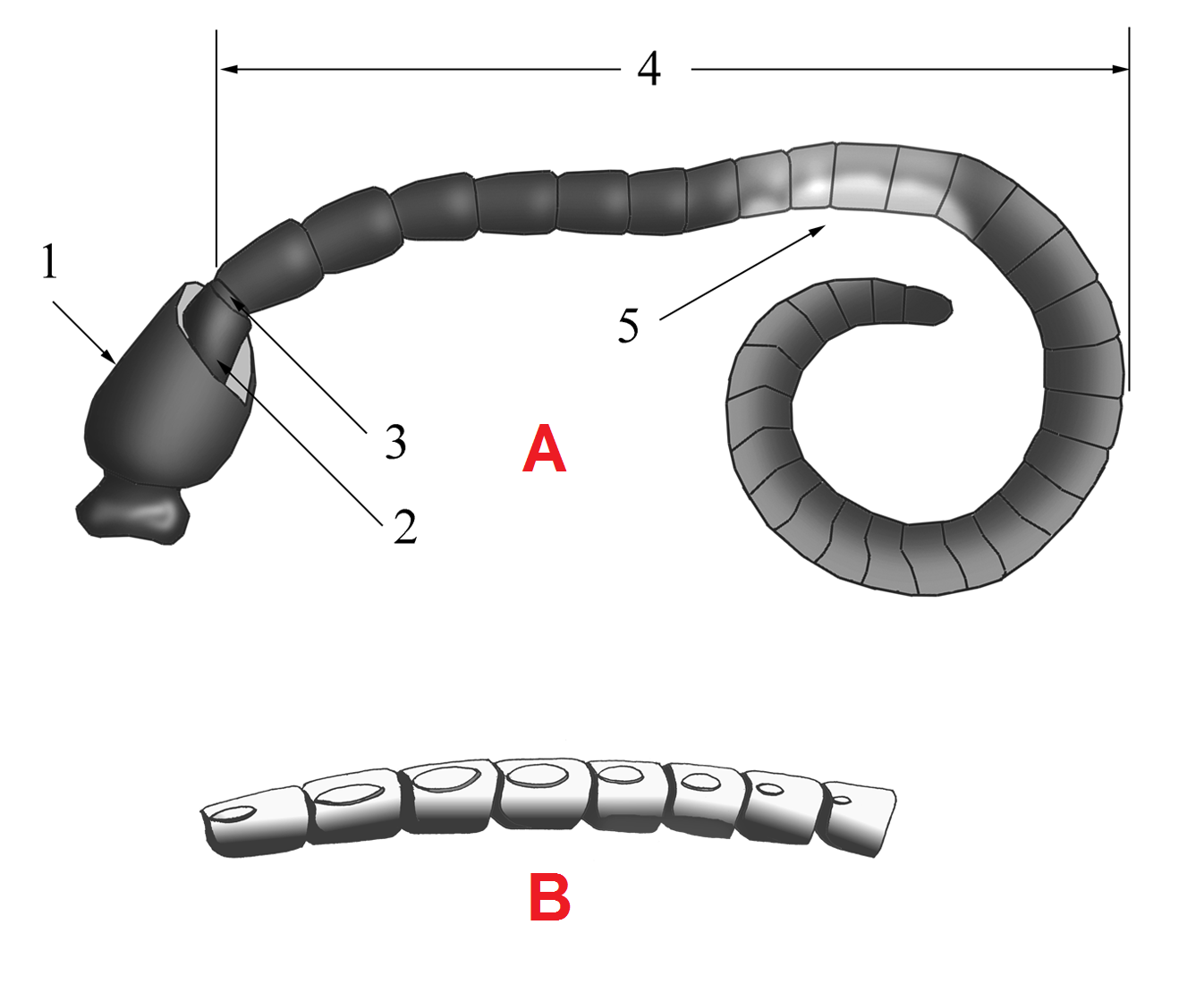
Czułek gąsienicznika. 1: trzonek z widocznym radiculusem (nabrzmiałość u nasady oddzielona przewężeniem), 2: nóżka, 3: anellus, 4: wić czułka, 5: pierścień wici (flagellomer)

Biczyk czułka, wić czułka (łac. flagellum, clavola) – część czułków sześcionogów położona odsiebnie od nóżki (drugiego członu).
U skrytoszczękich z gromad widłogonków i skoczogonków występuje wić segmentowana. Charakteryzuje się ona obecnością umięśnienia w każdym członie, a w trakcie rozwoju pozazarodkowego kolejne jej człony przyrastają na końcu czułka.

## Owady
U owadów biczyk określa się jako wić członowaną. Odpowiada ona jednemu segmentowi pierwotnemu, który jest wtórnie podzielony na człony (pierścienie, subsegmenty), zwane flagellomerami lub distaliami. Ich numerację prowadzi się od części dosiebnej ku wierzchołkowi. W trakcie rozwoju pozazarodkowego owadów o przeobrażeniu niezupełnym następuje przyrost liczby członów biczyka, jednak w sposób inny niż u skrytoszczękich. Nowe człony pojawiają się między meristonem, czyli członem najbardziej dosiebnym (pierwszym członem biczyka), a członem następnym.
Biczyk owadów może być zróżnicowany na mniejsze odcinki ze względu na budowę flagellomerów. W czułkach buławkowatych (łac. antenna clavata) jeden lub więcej członów w wierzchołkowej części czułka ma większe rozmiary i tworzy buławkę (łac. clava). Człony te określane bywają w literaturze anglojęzycznej jako clavomeres. W przypadku wyróżnienia buławki część biczyka położona bardziej dosiebnie (nasadowo) od niej nosi nazwę funiculusa. Niekiedy obok funiculusa wyróżnia się jeszcze bardziej dosiebną (proksymalną) część biczyka, złożoną z jednego lub więcej członów zwanych anellusami. Człony te charakteryzują się pierścieniowatym kształtem i brakiem podłużnych narządów zmysłowych (sensillów). Pierwszy człon biczyka może mieć węższą od części odsiebnej (dystalnej) i czasem oddzieloną kompletną lub niekompletną bruzdą część dosiebną (proksymalną), zwaną annellusem.
Biczyk może ulegać również innym modyfikacjom w innych typach czułków. W czułkach kolankowatych (łac. antenna geniculata) wyrasta on pod kątem względem nóżki. W czułkach ząbkowanych (łac. antenna dentata) i piłkowanych (łac. antenna serrata) flagellomery mają po jednym, a w dwupiłkowanych (łac. antenna biserrata) po dwa ząbki po stronach zewnętrznych i są gładkie po stronach wewnętrznych. W czułkach grzebykowatych (łac. antenna pectinata) flagellomery mają krawędzie wierzchołkowe wyraźnie wydłużone po jednej stronie, a w dwugrzebykowatych (łac. antenna bipectinata, antenna duplicato-pectinata) po obu stronach. W przypadku antenna pinnata i antenna compositopinnata flagellomery mają cienkie wyrostki na krawędziach wierzchołkowych. Czułki pierzaste (łac. antenna pulmosa) mają flagellomery długo owłosione. W przypadku czułków blaszkowatych (łac. antenna laminata) i antenna flabellata flagellomery są spłaszczone grzbietobrzusznie. W czułkach wachlarzykowatych (łac. antenna lamellata) każdy flagellomer ma ruchomy, płatowaty wyrostek po jednej ze stron. W czułkach buławkowato-wachlarzykowatych (łac. antenna clavata lamellata) tylko buławkę budują człony blaszkowate. Czułki lancetowate (łac. antenna lanceolata) mają flagellomery spłaszczone dwubocznie i coraz węższe ku szczytowi. W czułkach wrzecionowatych (łac. antenna fusiformis) najszersze są flagellomery środkowe i biczyk zwęża się w obu kierunkach. U muchówek łękorysych część flagellomerów zlewa się w jeden silnie rozbudowany trzeci człon czułka, a pozostałe tworzą
cienką aristę, zwaną też setą.
U prawie wszystkich owadów biczyk pozbawiony jest własnego umięśnienia i poruszany jest poprzez ruchy trzonka i nóżki lub samego trzonka. Brak mięśni w biczyku uchodził za synapomorfię jawnoszczękich. Wyjątkiem okazał się być jednak rodzaj Ctenolepisma z rzędu rybików. Ma on w biczyku, ciągnący się prawie po jego wierzchołek mięsień nazwany musculus infraflagellaris, który bierze swój początek u nasady nóżki czułka.